# 11823 Christen
11823 Christen eller 1981 VF är en asteroid i huvudbältet som upptäcktes den 2 november 1981 av den amerikanske astronomen Brian A. Skiff vid Anderson Mesa Station. Den är uppkallad efter Roland W. Christen.
Asteroiden har en diameter på ungefär 4 kilometer.